# Paco Regalón
Francisco Regalón Cerezo (Algallarín, Córdoba, 19 de febrero de 1987), más conocido como Paco Regalón, es un exfutbolista español. Jugaba de defensa central y su último equipo fue el CD Castellón, de la Segunda División de España.

## Trayectoria
Nacido en Algallarín, Regalón pasó diez temporadas en la cantera del Atlético de Madrid. Llegó con 15 años al Cerro del Espino, procedente de los equipos cadetes del Córdoba. Llegó a las categorías inferiores del Atlético de Madrid para jugaren el cadete colchonero. Ascendió poco a poco, pasando por el equipo que participaba en División de Honor B y posteriormente en División A, lo que valió para ser convocado por la selección española de fútbol sub-17. Cuando empezó su temporada en Tercera División con el Atlético C, el técnico Sosa Espinel le concedió una oportunidad en el filial que militaba en Segunda B en un partido contra el Alcorcón.
Regalón fue el gran capitán de la cantera del Atlético de Madrid. Ha militado durante diez temporadas en las categorías inferiores del conjunto rojiblanco, liderando el Atlético de Madrid B en Segunda División B. Con 19 años disputó más diez partidos como defensa titular y no fue hasta 2009 cuando consiguió ser la referencia de la línea defensiva, formando grandes parejas con otros defensas como César Ortiz o Michel Zabaco. 
A Regalón nunca le llegó la oportunidad de debutar oficialmente en Primera División con el Atlético de Madrid B. Fue citado para entrenamientos y convocado para partidos amistosos y giras veraniegas con el primer equipo, pero nunca pudo cumplir su sueño. Rechazó una oferta de Rafa Benítez cuando dirigía por aquel entonces al Liverpool como prueba de compromiso y fidelidad al Atlético de Madrid.
En 2012, firma con el CD Numancia, con el que se convertiría en capitán del conjunto soriano y baluarte indispensable para Juan Antonio Anquela y Jagoba Arrasate.
El 23 de marzo de 2017, tras rescindir contrato con su actual equipo, el CD Numancia, se incorporaría a la disciplina de la Cultural y Deportiva Leonesa, en ese momento, líder del Grupo 1 de la Segunda División B.
El 1 de agosto de 2017 fichó por el Real Racing Club de Santander.

## Clubes
| Club                          | País   | Año       |
| ----------------------------- | ------ | --------- |
| Atlético de Madrid "B"        | España | 2006-2012 |
| Club Deportivo Numancia       | España | 2012-2017 |
| Cultural y Deportiva Leonesa  | España | 2017      |
| Real Racing Club de Santander | España | 2017-2018 |
| CD Castellón                  | España | 2018-2021 |